# Alan Lee
Alan Lee (* 20. srpna 1947) je anglický knižní ilustrátor a filmový koncepční návrhář. Narodil se v Middlesex v Anglii a studoval na Ealingské škole umění.

## Ilustrace
Alan ilustroval desítky fantasy knih, včetně literatury faktu, a mnoho dalších obalů. Mezi jeho nepozoruhodnější návrhy patří několik děl J. R. R. Tolkiena, například je to Tolkienovo výroční vydání Pána Prstenů (1995), vydání Hobita z roku 1999 a Húrinovy děti (2007). Mezi další knihy, které ilustroval, patří Víly (s Brian Froudem), Lavondyss od Roberta Holdstocka,Mabinogion (dvě verze), Měsíční kámen od Michaela Palina, Měsíční pomsta od Joana Aikena a Merlinovy Sny od Petera Dickinsona.
Dále ilustroval také klasickou literaturu pro mladé, například verzi Ilias a Odyssei od Rosemary Sutcliffové, Černé lodě před Trójou (Oxford, 1993), verzi ovidiových Proměn od Adriana Mitchella
Typickými pro Leeovy návrhy jsou malování akvarelem a skici tužkou.

## Film
Lee byl společně s Johnem Howem hlavním výtvarníkem pro filmy Pána prstenů od Petera Jacksona a v roce 2008 byl najat režisérem Guillermo del Toro pro kontinuitu designu v následných filmech Hobit. Jackson vysvětlil , jak přijal samotářského Leeho. Kurýrem poslal do Leeova domu v jižní Anglii dva ze svých předchozích filmů - Zapomenuté stříbro a Nebeské bytosti, které vzbudily Leeův zájem natolik, že jeho nabídku přijal. Lee se postaral o ilustrace a dokonce i pomohl sestavit mnoho scénářů pro filmy, včetně objektů a zbraní pro herce. Také se objevil v úvodní sekvenci Společenstva prstenu jako jeden z devíti králů, kteří se stali Nazguly, a ve Dvou věžích jako rohanský voják ve zbrojnici.
Lee pracoval jako konceptuální výtvarník také na filmech Legenda, Erik Viking, King Kong a na televizní minisérii Merlin.
Dva roky po dokončení filmové trilogie Pána Prstenů vydal 192 stránkovou sbírku konceptů svých děl pro tento projekt s názvem Pán Prstenů: Skicář. Režisér Peter Jackson řekl: "Jeho umění zachytilo to, v co jsem doufal, že filmy zachytí."

## Osobní život
Lee žije se svou ženou a dvěma dětmi v Devonu v Anglii.